# Lobelia surrepens
Lobelia surrepens är en klockväxtart som beskrevs av Joseph Dalton Hooker. Lobelia surrepens ingår i släktet lobelior, och familjen klockväxter. Inga underarter finns listade i Catalogue of Life.